# Гавличек, Ярослав
Ярослав Га́вличек (чеш. Jaroslav Havlíček; 3 февраля 1896, Йилемнице — 7 апреля 1943, Прага) — чешский писатель, важный представитель чешской психологической прозы.

## Биография
Родился в семье учителя. Учился в Чешском техническом университете в Праге. Участник Первой мировой войны. Воевал в России, Италии. Получил коммерческое образование и работал банковским служащим. Литературным трудом занимался только в свободные часы, главным образом по ночам, много болел, вел уединенную и замкнутую жизнь. В известных пражских литературных группах участия не принимал. Умер во время немецко-фашистской оккупации Чехословакии.

## Экранизации
- Helimadoe / «Гелимадоэ» (1993) реж. Яромил Йиреш [2]
- Petrolejové lampy / «Керосиновые лампы» (1971) реж. Юрай Герц [3]
- Barbora Hlavsová / «Барбора Главсова» (1943) реж. Мартин Фрич [4]